# Gairo
Gairo est une commune de la province de Nuoro en Sardaigne (Italie).Le village actuel est né à la suite de l'évacuation du vieux village, Gairo Vecchio, à quelques kilomètres, abandonné à la suite des glissements de terrain provoqués par de grandes crues entre 1951 et 1953.
Le territoire est caractérisé par des paysages magnifiques, comme la tour calcaire de Perda Liana, parfois considérée comme le "Monument Valley sarde", véritable monument naturel, peuplé de mouflons et survolé par le Gypaète barbu.
Dans la région de l'Ogliastra, la tour de la Perda Liana est l'un des restes les plus importants de l'érosion d'une couverture calcaire étendue datant de la période du Jurassique. Non seulement il a dominé cette partie de l'île pendant des dizaines de millions d'années mais surtout, étant visible de très loin, il a constitué un point de repère pour les personnes qui parcouraient cette région montagneuse

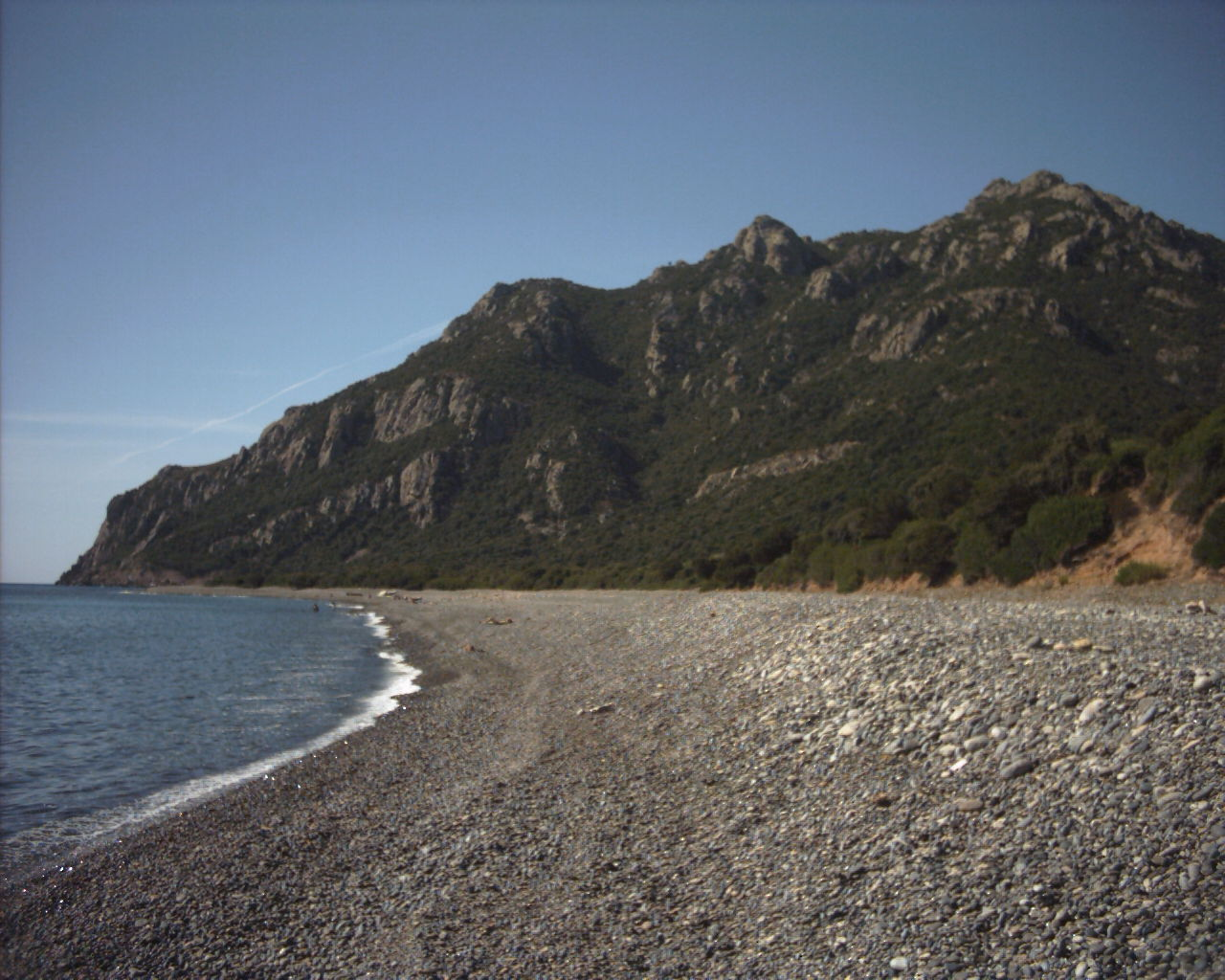
La plage Coccorrocci

## Culture
Les sites archéologiques sont nombreux, comme le site nuragique de Serbissi et de Perdu Isu, et du sommet rocheux de Taquisara où se trouve une tombe de géants, monument funéraire mégalithique.

### Le carnaval de Gairo
Le  carnaval ou le Carême de Gairo, connu sous le nom de "Su Maimulu", est un hommage aux anciennes divinités phéniciennes et célèbre la fertilité de la terre et de la communauté. Le point culminant est le bûcher du mannequin sur Martisberri, qui symbolise la fin d'un cycle et le début d'un autre. Les costumes traditionnels et les danses qui accompagnent cette célébration font du Carême de Gairo un événement excitant, fenêtre sur un passé riche de symboles et de significations.

## Tourisme

### L'observatoire astronomique
Sur le Monte Armidda, l'Osservatorio Astronomico « Ferdinando Caliumi » organise des soirées d'observation des étoiles.

### La  grotte
Cette grotte est ouverte au public depuis peu car un aménagement assez important a été mis en place. D’ailleurs, on la découvre  sur un parcours de plus de 250m sans sortir des passerelles, plateformes et escaliers,.

### Le petit train vert
il est possible de voyager avec le trenino verde sur ces beaux paysages.

### la randonnée
C' est un territoire ou passe le sentier sarde du Club alpin italien  et qui est entrenu par l agence  forestas l' equivalent de l Office national des forets

## Administration
| Période                                  | Période  | Identité        | Étiquette    | Qualité |
| ---------------------------------------- | -------- | --------------- | ------------ | ------- |
| 10 mai 2005                              | En cours | Marino Marceddu | Lista Civica |         |
| Les données manquantes sont à compléter. |          |                 |              |         |

### Hameaux
Gairo Taquisara 

### Communes limitrophes
Arzana, Cardedu, Jerzu, Lanusei, Osini, Seui, Tertenia, Ulassai, Ussassai

### Évolution démographique
Habitants recensés